# 凯茜·格兰杰-布雷恩
凯茜·格兰杰-布雷恩（英語：Cathy Grainger-Brain，1967年9月20日—），澳大利亚女子柔道运动员。她曾代表澳大利亚参加1990年英联邦运动会柔道比赛，获得一枚铜牌。她也曾参加1992年和1996年夏季奥运会。